# Салын (Крым)
Салы́н (укр. Салин, крымскотат. Salın, Салын) — исчезнувшее село в Нижнегорском районе Республики Крым, располагавшееся на северо-востоке центральной части района, в степном Крыму, на левом берегу реки Салгир недалеко от устья, примерно в полукилометре севернее современного села Изобильное.

## История
Первое документальное упоминание села встречается в Камеральном Описании Крыма… 1784 года, судя по которому, в последний период Крымского ханства Кучук Сален входил в Кучук Карасовский кадылык Карасъбазарскаго каймаканства. После присоединения Крыма к России (8) 19 апреля 1783 года, (8) 19 февраля 1784 года, именным указом Екатерины II сенату, на территории бывшего Крымского Ханства была образована Таврическая область и деревня была приписана к Левкопольскому, а после ликвидации в 1787 году Левкопольского — к Феодосийскому уезду Таврической области. После Павловских реформ, с 1796 по 1802 год, входила в Акмечетский уезд Новороссийской губернии. По новому административному делению, после создания 8 (20) октября 1802 года Таврической губернии, Салын был включён в состав Урускоджинской волости Феодосийского уезда.
По Ведомости о числе селении, названиях оных, в них дворов… состоящих в Феодосийском уезде от 14 октября 1805 года , в деревне Салын числилось 6 дворов и 45 жителей. На военно-топографической карте генерал-майора Мухина 1817 года деревня Салин обозначена с 6 дворами. После реформы волостного деления 1829 года Салынь, согласно «Ведомости о казённых волостях Таврической губернии 1829 года», отнесли к Бурюкской волости (переименованной из Урускоджинской). На карте 1836 года в деревне 15 дворов. Затем, видимо, в результате эмиграции крымских татар, деревня заметно опустела и на карте 1842 года Салын обозначен условным знаком «малая деревня», то есть, менее 5 дворов. Как незначительное поселение, Салын ещё обозначено на карте 1865 года, но на карте с корректурой 1876 года его уже нет и в дальнейшем в доступных источниках не встречается.